# ألين ريتشاردسون
ألين ريتشاردسون (28 أكتوبر 1926 - 20 سبتمبر 1998)  (بالإنجليزية: Allen Richardson)‏ هو لاعب كريكت بريطاني (وحمل سابقاً جنسية المملكة المتحدة لبريطانيا العظمى وأيرلندا).